# Logan (Kansas)
Logan é uma cidade localizada no estado americano de Kansas, no Condado de Phillips.

## Demografia
Segundo o censo americano de 2000, a sua população era de 603 habitantes.
Em 2006, foi estimada uma população de 543, um decréscimo de 60 (-10.0%).

## Geografia
De acordo com o United States Census Bureau tem uma área de
3,9 km², dos quais 3,9 km² cobertos por terra e 0,0 km² cobertos por água. Logan localiza-se a aproximadamente 602 m acima do nível do mar.

## Localidades na vizinhança
O diagrama seguinte representa as localidades num raio de 24 km ao redor de Logan.